# Nouvelle-Église
Ne doit pas être confondu avec Neuve-Église.
Nouvelle-Église est une commune française située dans le département du Pas-de-Calais en région Hauts-de-France. Ses habitants de la commune sont appelés les Nouvellois. La commune est membre de la communauté de communes de la Région d'Audruicq.

## Géographie

### Localisation
Localisée dans le nord du département du Pas-de-Calais, Nouvelle-Église est une commune traversée par le canal de Calais et située, à vol d'oiseau, à 6 km au nord de la commune d’Audruicq, dont elle est limitrophe, à 7 km au sud des plages de la mer du Nord, à 14 km à l'est de la commune de Calais (chef-lieu d'arrondissement) et à 21 km au sud-ouest de la commune de Dunkerque (aire d'attraction).
Le territoire de la commune est limitrophe de ceux de cinq communes.
Les communes limitrophes sont  Audruicq, Nortkerque, Offekerque, Oye-Plage et Vieille-Église.

### Géologie et relief
La superficie de la commune est de 9,07 km2 ; son altitude varie de 1  à   5 mètres.

### Hydrographie
Le territoire de la commune est situé dans le bassin Artois-Picardie.
La commune est traversée par le canal de Calais, d'une longueur de 32,51 km, qui prend sa source dans la commune de Saint-Pierre-Brouck, dans le département du Nord, et se jette dans la Manche au niveau de la commune de Calais, par le Vinfil, cours d'eau naturel non navigable de 6,38 km, qui prend sa source dans la commune de Vieille-Église et se jette dans le canal de Marck au niveau de la commune d'Ardres, par la rivière d'Oye, d'une longueur de 13,52 km, qui prend sa source dans la commune de Marck et se jette dans l'Aa canalisée au niveau de la commune de Gravelines, et par la rivière d'Oye, d'une longueur de 13,52 km qui prend sa source dans la commune de Marck et se jette dans l'Aa canalisée au niveau de la commune de Gravelines.

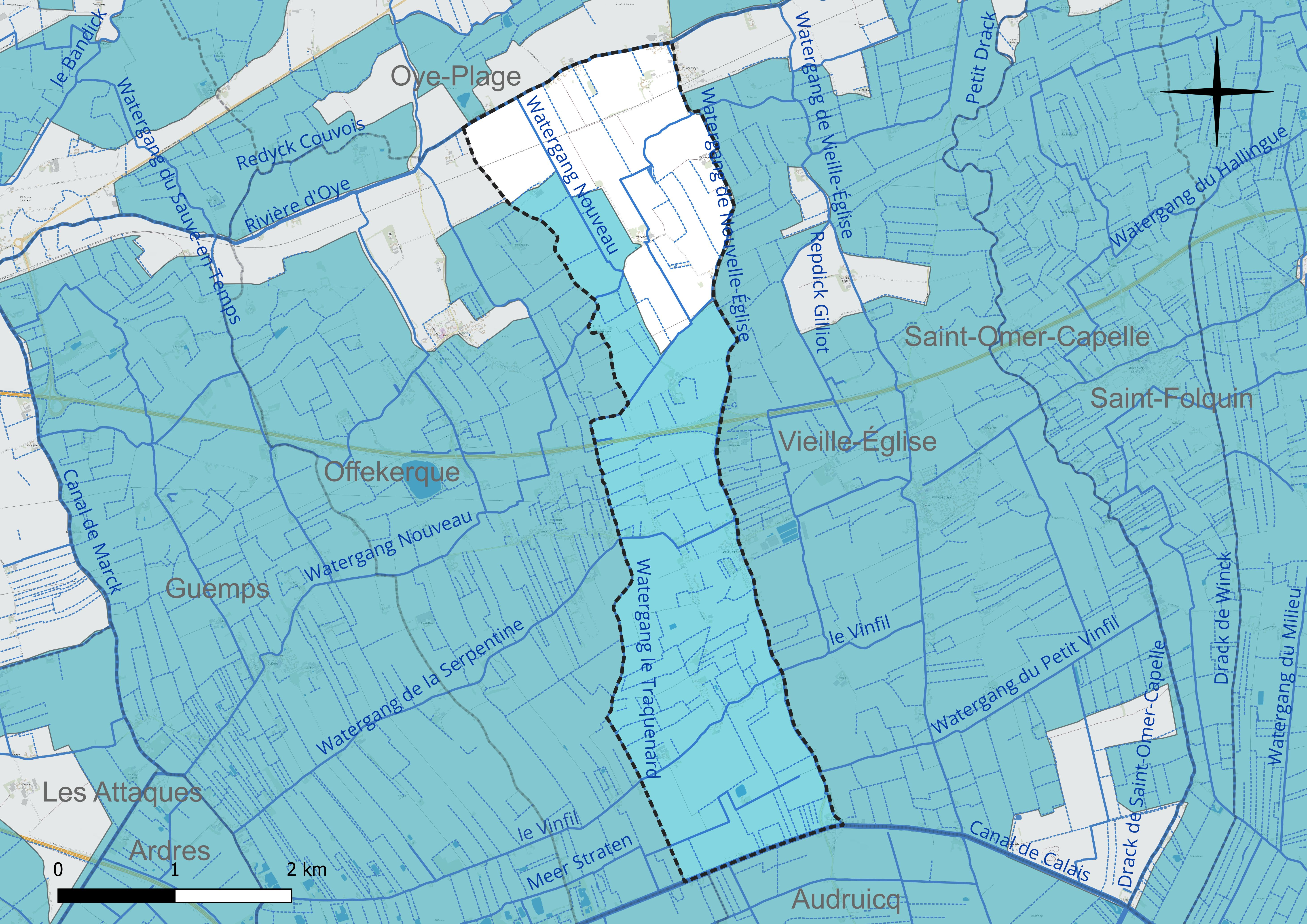
Réseau hydrographique de Nouvelle-Église.

### Climat
Pour des articles plus généraux, voir Climat des Hauts-de-France et Climat du Nord-Pas-de-Calais.
En 2010, le climat de la commune est de type climat océanique altéré, selon une étude du Centre national de la recherche scientifique (CNRS) s'appuyant sur une série de données couvrant la période 1971-2000. En 2020, Météo-France publie une typologie des climats de la France métropolitaine dans laquelle la commune est exposée à un climat océanique et est dans la région climatique  Côtes de la Manche orientale, caractérisée par un faible ensoleillement (1 550 h/an) ; forte humidité de l’air (plus de 20 h/jour avec humidité relative > 80 % en hiver), vents forts fréquents. 
Pour la période 1971-2000, la température annuelle moyenne est de 10,8 °C, avec une amplitude thermique annuelle de 13,3 °C. Le cumul annuel moyen de précipitations est de 705 mm, avec 11,9 jours de précipitations en janvier et 7,7 jours en juillet. Pour la période 1991-2020, la température moyenne annuelle observée sur la station météorologique la plus proche, située sur la commune de Marck à 8 km à vol d'oiseau, est de 11,0 °C et le cumul annuel moyen de précipitations est de 737,1 mm,. Pour l'avenir, les paramètres climatiques de la commune estimés pour 2050 selon différents scénarios d'émission de gaz à effet de serre sont consultables sur un site dédié publié par Météo-France en novembre 2022.

### Milieux naturels et biodiversité
L’Inventaire national du patrimoine naturel (INPN) recense plusieurs espèces faunistiques et floristiques sur le territoire de la commune dont certaines sont protégées et d’autres menacées et quasi-menacées.

## Urbanisme

### Typologie
Au 1er janvier 2024, Nouvelle-Église est catégorisée commune rurale à habitat dispersé, selon la nouvelle grille communale de densité à sept niveaux définie par l'Insee en 2022.
Elle est située hors unité urbaine. Par ailleurs la commune fait partie de l'aire d'attraction de Dunkerque, dont elle est une commune de la couronne,. Cette aire, qui regroupe 66 communes, est catégorisée dans les aires de 200 000 à moins de 700 000 habitants,.

### Occupation des sols
L'occupation des sols de la commune, telle qu'elle ressort de la base de données européenne d’occupation biophysique des sols Corine Land Cover (CLC), est marquée par l'importance des territoires agricoles (98,8 % en 2018), en diminution par rapport à 1990 (100 %). La répartition détaillée en 2018 est la suivante : 
terres arables (98,8 %), zones industrielles ou commerciales et réseaux de communication (1 %), zones urbanisées (0,2 %). L'évolution de l’occupation des sols de la commune et de ses infrastructures peut être observée sur les différentes représentations cartographiques du territoire : la carte de Cassini (XVIIIe siècle), la carte d'état-major (1820-1866) et les cartes ou photos aériennes de l'IGN pour la période actuelle (1950 à aujourd'hui).

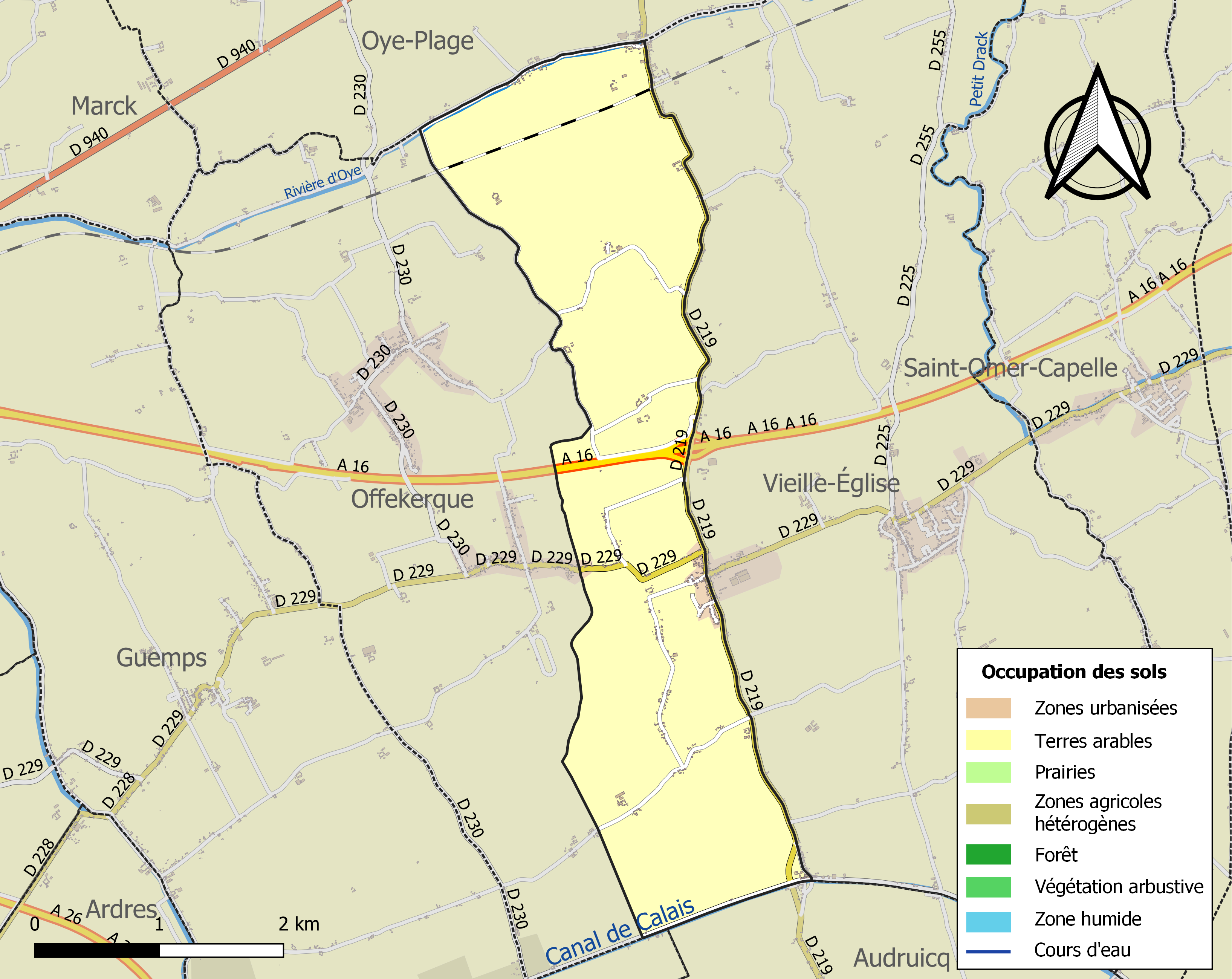
Carte des infrastructures et de l'occupation des sols de la commune en 2018 (CLC).

### Risques naturels et technologiques
À la suite du passage des tempêtes Ciarán, Domingos et Elisa et des inondations et coulées de boue qui se sont produites, la commune est reconnue, par arrêté du 14 novembre 2023, en état de catastrophe naturelle pour inondations et coulées de boue sur la période du 2 au 12 novembre 2023, comme 179 autres communes du département.

## Toponymie
Le nom de la localité est attesté sous les formes Herewegh, Herwega (1100) ; Herawega en 1132 ; Herwoghe, Herewogehem, Herewoge en 1244 ; Herewoughe en 1260 ; Hereweghe en 1263 ; Herewerghe en 1302 ; Herewoque en 1387 ; Harrawaye now called Newkirke, Newkirk en 1556 ; Neufveglise en 1583 ; Nouvel-Église, autrefois Niew-Kerque en 1739 ; La Barrière pendant la Révolution ; Douvelle Eglise en 1793 et Nouvelle-Église depuis 1801.
Nieuw(e)kerke en flamand.
Une chapelle a été fondée au IXe siècle. Elle était rattachée à la paroisse de Vieille-Ville. 
Nouvelle-Église fut d'abord appelé Herewegh en 1100, c'est-à-dire « La grande route », au début du XIIe siècle, du fait de sa position sur cet ancien chemin. Puis ce fut l'arrivée des Anglais dans la contrée. Ceux-ci rebaptiseront cette commune tout d'abord Harrawaye puis en 1556 Newkirk, à l'origine du toponyme actuel.
Durant la Révolution, la commune porte le nom de La Barrière (loi de brumaire an II).

## Histoire
Une chapelle a été fondée au IXe siècle. Elle était rattachée à la paroisse de Vieille-Ville.
À l'arrivée des Anglais dans la contrée, dans l'espoir sans doute de se maintenir plus sûrement en ce pays, ils y firent construire plusieurs forteresses, dont une fut nommée le fort Bâtard, sur le territoire de Newkirk, sur la rive droite du canal de Saint-Omer à Calais.
Nouvelle-Église faisait partie des paroisses proches de Calais occupées par les Anglais depuis le 4 août 1347, date à laquelle ceux-ci ont pris Calais. Elle est restée anglaise pendant 150 ans jusqu'à janvier 1558, date à laquelle les Français reprennent Calais (siège de Calais 1558).
En 1634, les Espagnols, maîtres alors de Gravelines et de Bourbourg, s'emparèrent du fort Bâtard et en confièrent la garde à quarante hommes qui en furent évincés le 24 octobre par deux cents hommes de la garnison française de Marck et quatre cents de celle de Calais.
L'abandon dans lequel était restée cette forteresse depuis la retraite des Anglais en 1558 en motiva le rétablissement en 1642, afin de garantir le pays contre les fréquentes invasions des Espagnols.
À peine les travaux étaient-ils terminés que ces derniers, sous les ordres du général Francisco de Mello, la reprirent en 1643. Mais ils en furent presque aussitôt chassés par un détachement de l'armée du comte d'Harcourt, alors commandée par le marquis de la Ferté. Après la reddition de Saint-Omer en 1677, le fort fut rasé.
Nouvelle-Église est le chef-lieu de canton de cinq communes de 1789 à 1801, date à laquelle il est réuni à celui d'Audruicq.

### Première Guerre mondiale
Pendant la Première Guerre mondiale, en 1917, Nouvelle-Église est le siège d'un commandement d'étapes, c'est-à-dire un élément de l'armée organisant le stationnement de troupes, comprenant souvent des chevaux, pendant un temps plus ou moins long, sur les communes dépendant du commandement, en arrière du front qui part de Nieuport, suit le cours de l'Yser un moment puis gagne les monts des Flandres, et traverse le département du Pas-de-Calais (Lille, certaines villes du bassin minier du Pas-de-Calais sont sous domination allemande) avant de gagner l'est de la France.  Les communes faisant partie du commandement d'étapes sont Vieille-Église, Guemps, Nortkerque, Saint-Folquin, Les Attaques, Offekerque, Saint-Omer-Capelle, Coulogne, Sainte-Marie-Kerque, Balinghem, Marck., Ardres. En juillet 1917, Nouvelle-Église accueille une section sanitaire anglaise de 30 personnes sur son territoire.
Le 3 juillet 1917, deux cas de fièvre typhoïde  (un enfant et la femme qui le soigne) se sont déclarés sur le commandement d'étapes; les malades ont été soignés par un médecin-major présent sur place.  En août 1917, un maréchal des logis de gendarmerie de Nouvelle-Église a arrêté un déserteur belge absent illégalement de son poste situé à Gravelines et l'a amené à Calais; même chose le 2 septembre 1917.
Le 19 août 1917, l'équipe sanitaire a dû procéder à une désinfection à la suite de la découverte d'un cas d'angine diphtérique dans un local de cantonnement sur Nouvelle-Église. Le 28 août 1917, une tempête a provoqué la chute de plusieurs arbres sur les routes, mais sans provoquer d'accident. Le 31 août 1917, ce sont un peu plus de 11 000 hommes qui stationnent dans l'ensemble du commandement d'étapes.
Le 2 septembre 1917, un aéronef a fait une incursion dans le commandement d'étapes et plusieurs avions ennemis ont été annoncés le 25 septembre 1917. Le commandement d'étapes reçoit régulièrement ce genre d'information et donne en conséquence les consignes adaptées en matière d'extinction des lumières, ainsi les 2, 15, 22, 28 octobre, 7 novembre , etc..
À partir de fin octobre 1917, l'activité du commandement d'étapes diminue sensiblement. Le 24 octobre, il reçoit l'ordre de prévoir la saisie des journaux Le Petit Bleu, journal de tranchées et L'Action française.
Le 1erdécembre 1917, il est transféré à Saint-Folquin, Nouvelle-Église dépendant alors de ce nouveau siège.
Le 19 janvier 1918, a été trouvé sur la commune un pigeon voyageur en état de décomposition. Ces oiseaux ayant été utilisés comme moyen de communication entre les troupes (Pigeons voyageurs de l'armée française pendant la Première Guerre mondiale), on a soigneusement relevé les inscriptions indiquées sur les bagues portées par le volatile et les bagues ont été prises en charge par le chef de poste de gendarmerie de Nouvelle-Église.
Lorsqu'un raid aérien ennemi est annoncé, le responsable du commandement d'étapes fait prévenir toutes les communes qui font partie du groupe afin que soit appliquée la principale consigne donnée dans cette situation : masquer les lumières. Le 22 mars, ce responsable signale, il l'avait déjà fait le 21 janvier 1918, qu'il ne peut prévenir par téléphone trois communes : Nouvelle-Église, Guemps et Offekerque, et ne dispose donc d'aucun moyen efficace pour faire parvenir le signal. À la date du 22 mars, les sécheries de chicorée situées sur les trois communes ne fonctionnent plus, ce qui rend moins essentiel de pouvoir faire parvenir le message d'alerte.

## Politique et administration

### Découpage territorial
La commune se trouve dans l'arrondissement de Calais du département du Pas-de-Calais.
Par arrêté préfectoral du 20 décembre 2016, la commune est détachée le 1er janvier 2017 de l'arrondissement de Saint-Omer pour intégrer l'arrondissement de Calais.

#### Commune et intercommunalités
La commune est membre de la communauté de communes de la Région d'Audruicq qui regroupe 15 communes et totalise 28 077 habitants en 2021.

#### Circonscriptions administratives
La commune est rattachée au canton de Marck.

#### Circonscriptions électorales
Pour l'élection des députés, la commune fait partie de la septième circonscription du Pas-de-Calais.

### Élections municipales et communautaires

#### Liste des maires
| Période                                  | Période                   | Identité                | Étiquette | Qualité                                                                       |
| ---------------------------------------- | ------------------------- | ----------------------- | --------- | ----------------------------------------------------------------------------- |
| Les données manquantes sont à compléter. |                           |                         |           |                                                                               |
| avant 1981                               | ?                         | Françoise Daulle-Honoré |           |                                                                               |
| avant 1995                               | ?                         | Donat Vanhaecke         | DVD       |                                                                               |
| mars 2001                                | En cours (au 30 mai 2020) | Patrick Way             |           | Ancien employé Réélu pour le mandat 2014-2020, Réélu pour le mandat 2020-2026 |

## Population et société

### Démographie
Les habitants de la commune sont appelés les Nouvellois.

#### Évolution démographique
L'évolution du nombre d'habitants est connue à travers les recensements de la population effectués dans la commune depuis 1793. Pour les communes de moins de 10 000 habitants, une enquête de recensement portant sur toute la population est réalisée tous les cinq ans, les populations de référence des années intermédiaires étant quant à elles estimées par interpolation ou extrapolation. Pour la commune, le premier recensement exhaustif entrant dans le cadre du nouveau dispositif a été réalisé en 2007.

En 2022, la commune comptait 709 habitants, en évolution de +9,08 % par rapport à 2016 (Pas-de-Calais : −0,72 %, France hors Mayotte : +2,11 %).
| 1793 | 1800 | 1806 | 1821 | 1831 | 1836 | 1841 | 1846 | 1851 |
| ---- | ---- | ---- | ---- | ---- | ---- | ---- | ---- | ---- |
| 328  | 332  | 348  | 346  | 332  | 336  | 351  | 353  | 364  |

| 1856 | 1861 | 1866 | 1872 | 1876 | 1881 | 1886 | 1891 | 1896 |
| ---- | ---- | ---- | ---- | ---- | ---- | ---- | ---- | ---- |
| 354  | 392  | 373  | 382  | 392  | 350  | 357  | 328  | 369  |

| 1901 | 1906 | 1911 | 1921 | 1926 | 1931 | 1936 | 1946 | 1954 |
| ---- | ---- | ---- | ---- | ---- | ---- | ---- | ---- | ---- |
| 341  | 350  | 347  | 349  | 326  | 349  | 340  | 356  | 336  |

| 1962 | 1968 | 1975 | 1982 | 1990 | 1999 | 2006 | 2007 | 2012 |
| ---- | ---- | ---- | ---- | ---- | ---- | ---- | ---- | ---- |
| 283  | 291  | 268  | 276  | 322  | 343  | 468  | 486  | 535  |

| 2017 | 2022 | - | - | - | - | - | - | - |
| ---- | ---- | - | - | - | - | - | - | - |
| 679  | 709  | - | - | - | - | - | - | - |

#### Pyramide des âges
La population de la commune est relativement jeune.
En 2018, le taux de personnes d'un âge inférieur à 30 ans s'élève à 45,9 %, soit au-dessus de la moyenne départementale (36,7 %). À l'inverse, le taux de personnes d'âge supérieur à 60 ans est de 9,6 % la même année, alors qu'il est de 24,9 % au niveau départemental.
En 2018, la commune comptait 350 hommes pour 338 femmes, soit un taux de 50,87 % d'hommes, largement supérieur au taux départemental (48,50 %).
Les pyramides des âges de la commune et du département s'établissent comme suit.
| Hommes | Classe d’âge | Femmes |
| ------ | ------------ | ------ |
| 0,0    | 90 ou +      | 0,0    |
| 3,0    | 75-89 ans    | 2,1    |
| 6,2    | 60-74 ans    | 7,9    |
| 19,8   | 45-59 ans    | 17,5   |
| 26,8   | 30-44 ans    | 24,8   |
| 18,5   | 15-29 ans    | 23,5   |
| 25,8   | 0-14 ans     | 24,1   |

| Hommes | Classe d’âge | Femmes |
| ------ | ------------ | ------ |
| 0,5    | 90 ou +      | 1,6    |
| 5,6    | 75-89 ans    | 8,9    |
| 16,7   | 60-74 ans    | 18,1   |
| 20,2   | 45-59 ans    | 19,2   |
| 18,9   | 30-44 ans    | 18,1   |
| 18,2   | 15-29 ans    | 16,2   |
| 19,9   | 0-14 ans     | 17,9   |

## Culture locale et patrimoine

### Lieux et monuments
- L'église Notre-Dame du Mont-Carmel date de 1875. La statue de la Vierge qui trônait en haut de la flèche, se trouve maintenant dans l'église.
- Le monument aux morts commémore les guerres de 1914-1918 et de 1939-1945[45].

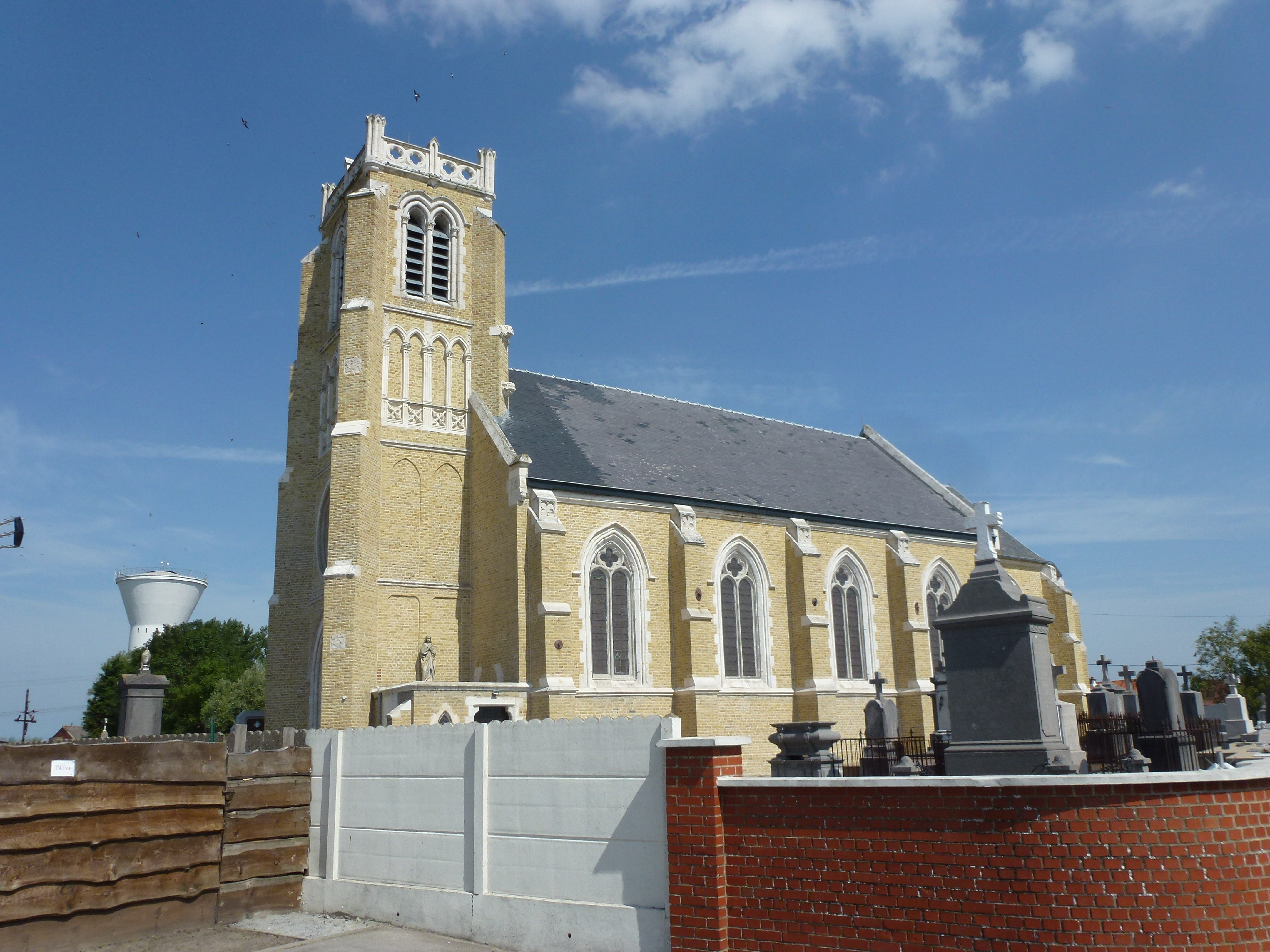
L'église Notre-Dame du Mont-Carmel.
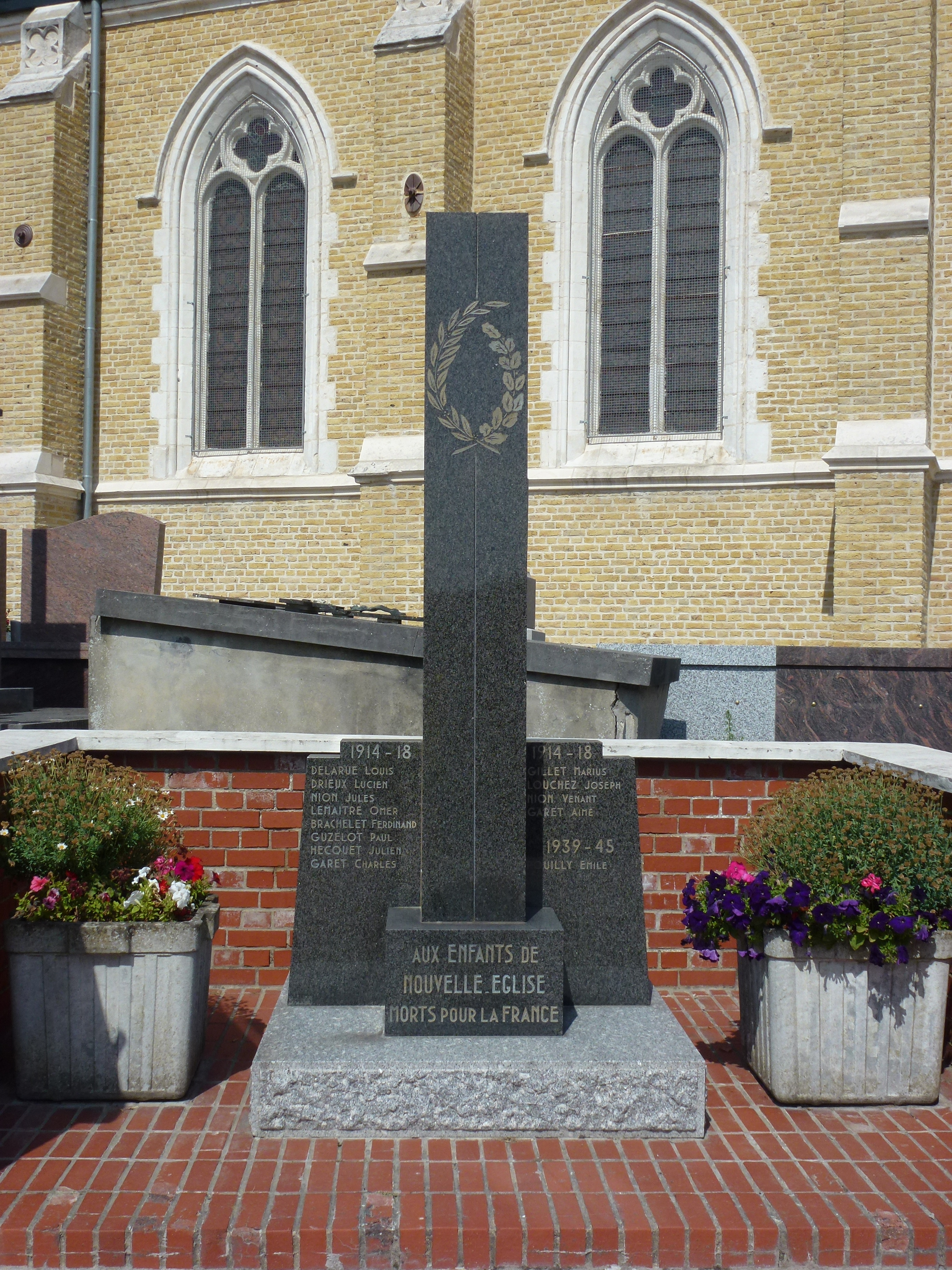
Le monument aux morts.

### Héraldique
| Blason de Nouvelle-Église | Blason  | Taillé: au 1er d'or à la tour de sable, au 2e de sable à l'église d'or. |
| Blason de Nouvelle-Église | Détails | Adopté par la municipalité.                                             |

## Pour approfondir

#### Bases de données, dictionnaires et encyclopédies
- Ressources relatives à la géographie :   - Insee (communes)
  - Ldh/EHESS/Cassini
- Ressource relative à plusieurs domaines :   - Annuaire du service public français
- Notices d'autorité :   - VIAF
  - BnF (données)